# Halbtonbild

Rechts Halbtonbild, links stark vergrößertes Raster.

Ein Halbtonbild oder eine Halbtonabbildung ist ein Bild, das aus Mustern oder Punkten so zusammengesetzt ist, dass für das Auge beliebige Helligkeitsabstufungen entstehen. Ein Halbtonbild zeigt ineinander verlaufende Farben in jeder möglichen Farbtonabstufung. Fotografien sind im Regelfall Halbtonabbildungen.
Hochdruck und Offsetdruck können – anders als der Tiefdruck – verfahrensbedingt keine echten Halbtöne darstellen. Wird mit diesen Druckverfahren eine Halbtonabbildung reproduziert, so muss die Vorlage bei der Bildreproduktion mittels eines Rasters in Rasterpunkte zerlegt (gerastert) werden; d. h. ein gerastertes Bild ist im Prinzip ein Strichbild, das ein Halbtonbild vortäuscht. Im englischen Sprachgebrauch wird das gerasterte Halbtonbild oft als Halftone bezeichnet.

## Tonwerte
Bei einem Halbtonbild gibt es im Gegensatz zum Strichbild bzw. zur Volltonabbildung Helligkeitsabstufungen des Motivs in einer Tonwertskala von Weiß bis Schwarz (Graustufenbild). Das logarithmische Maß für den Helligkeitsunterschied des hellsten und des dunkelsten (schwärzesten) Tonwerts (Lichter zu Schatten) nennt man Gradation, gemessen in Gamma (γ). Ist die Gradation gering, so nennt man das Bild weich, im extremen Fall flau; ist sie hoch, so wirkt das Bild hart (also sehr kontrastreich).
Bei einer Reduktion der Tonwerte auf einige wenige kommt es zum Poster-Effekt (US-engl. posterized image; posterization). Bleiben nur noch zwei Ton- oder Farbwerte übrig, so handelt es sich um ein Strichbild.
Einen besonderen Effekt ergibt die Drucktechnik des Halbtonbildes, wenn das übliche Schwarz durch andere dunkle Druckfarben ersetzt wird, beispielsweise durch einen braunen Sepiaton.